# Дубенська центральна районна бібліотека
Дубенська центральна районна бібліотека — громадська бібліотека в м. Дубно Рівненської області.

## Історія бібліотеки
На початку XX ст. товариство «Просвіта» на Дубенщині мало, як на той час, досить велику бібліотеку. Ще й дотепер через роки, погроми й війни натрапляємо на рідкісні твори із штемпелем "бібліотека Дубенської «Просвіти».
Дубенська районна бібліотека відкрилась в червні 1944 року, при наявності 30 книг, подарованих читачами, в приміщенні старої музичної школи. Бібліотека мала одну кімнату, завідувала Толста Віра Анатоліївна, але вже в кінці року введена друга одиниця і виділена друга кімната, де розмістився читальний зал. Столи і стільці тут були збиті з дощок, але охочих читати було так багато, що майже ніколи не було вільних місць.
В 1945 році Дубенська районна бібліотека почала комплектуватись з бібколектора в м. Рівне, в цьому ж році з Полтавської обласної бібліотеки надійшло 5 тис. примірників книг.
В 1945—1948 рр. відкривалися бібліотеки в селах Дубенського району, спочатку це були хати читальні з невеликим фондом, але користувались вони великою популярністю у сільського населення. Сюди йшли взяти книгу, подивитись газету, або й просто поспілкуватись між собою.
В 1946 році при райвиконкомі було створено відділ культури і бібліотека перейшла у його підпорядкування. В цьому ж році бібліотеку перевели в інше приміщення (тепер будинок дітей та молоді), де виділили дві кімнати, одну для дорослих і другу для дітей. Тоді ж було відкрите дитяче відділення з фондом 1724 екземпляри, завідувала дитячим відділенням Денисюк Катерина. Читачами дитячого відділення в основному були діти молодшого віку, середня читаність за рік тут становила 28 книг, середнє відвідування за день — 90 читачів.
З кожним роком зростає кількість таких бібліотек, і в 1958 році в Дубенському районі нараховується вже 32 бібліотеки, якими користується 13681 читач.
В зв'язку з укріпленням районів, мережа бібліотек Дубенського району зростає і в 1964 році тут нараховується 98 бібліотек за рахунок бібліотек Червоноармійського району. В районі організовано 64 пункти видачі, 77 пересувок, 13 філіалів, на базі найкращих бібліотек сільських рад створено 22 опорні бібліотеки. В країні тривав рух за звання «Бібліотека відмінної роботи» і в 1964 р. вже 20 бібліотекам району присвоєно це звання.
На цей час послугами бібліотек району користується 60 076 читачів, книжковий фонд бібліотек становить 638 767 примірників, протягом року читачам видано 1764153 примірники книг, читаність по району становить 20.7.
В 1966 році завідувачку районної бібліотеки Гольберг Міру Шахівну змінила на посаді Мосійчук Катерина Василівна, під керівництвом якої книжкові фонди бібліотек були переведені на повний відкритий доступ до читача, організовані кімнати юного читача, розширена мережа бібліотек. В цьому році відкрито ще дві сільські бібліотеки, збільшується число пересувних бібліотек, відкриваються нові пункти видачі. До комплектування фондів сільських бібліотек залучаються колгоспи і радгоспи.
В 1967 році бібліотеки Червоноармійського району від'єднались, і в Дубенському районі залишилось 65 бібліотек, з книжковим фондом 543664 примірники книг, які обслуговували 56660 читачів. В цей час іде інтенсивне будівництво приміщень для бібліотек. В стадії будівництва знаходяться бібліотеки сіл: Конюшки, Турковичі, Панталія, Липа, Костяниць, Мокре, Молодаво-3, Кривуха, Кам'яниця, Миньківці, Зелений Гай.
В районі 38 пересувних бібліотек, із загального числа пересувок — 8 галузевих, пунктів видачі книг — 58. В бібліотеках сіл Бондарі, Верба, Молодаво-3, Студінка було відкрито кімнати юного читача. В усіх бібліотеках району складені систематичний та алфавітний каталоги, розпочато роботу по складанню краєзнавчої та газетно-журнальної картотек. На той період в бібліотеках району працював 81 працівник.
В 1972 році в районі діяло 73 бібліотеки, нестаціонарними формами обслуговувалося 23 населених пункти, було відкрито 7 кімнат юного читача, 27 бібліотекам присвоєно звання «Бібліотека відмінної роботи».
У той час бібліотеки активно включались в Республіканську читацьку конференцію «Україна Радянська в Союзі незламнім цвіте», у Всесоюзний огляд нестаціонарної мережі, а також у соціалістичні змагання між бібліотеками. Виникали школи передового досвіду на базі найкращих бібліотек району. Так, в 1973 році на базі бібліотеки с. Софіївка було створено ШПД з питань пропаганди сільськогосподарської літератури, в 1974 році — ШПД на базі бібліотеки с Птича з пропаганди суспільно-політичної літератури, на базі бібліотеки с. Верба — по керівництву читанням юнацтва.
Дубенський район був першим, на базі якого було проведено експеримент по впровадженню централізації бібліотек. Спочатку централізацію було впроваджено в бібліотеках Мирогощанської сільської Ради, а з 1 січня 1976 року всі бібліотеки району перейшли на централізовану систему обслуговування населення.
Відповідно змінилась структура і штатний розпис центральної районної бібліотеки і системи в цілому. Всього в системі бібліотечного обслуговування в 1976 році працювало 93 бібліотечних працівники. З них в центральній районній бібліотеці -12, в міській бібліотеці — 4, в дитячих бібліотеках — 6, в сільських філіалах — 71.
Створились нові відділи: відділ методично-організаційної та інформаційної роботи, відділ комплектування та обробки літератури. Працюючи в умовах централізації, головна увага працівників бібліотек була зосереджена на покращення організації обслуговування населення книгою, на охоплення читанням всього дорослого населення та дітей шкільного віку. В умовах централізації була змінена мережа нестаціонарного обслуговування в районі. Створення відділу нестаціонарного обслуговування в центральній районній бібліотеці дало змогу покращити якість обслуговування віддалених заводів, підприємств і установ шляхом організації в них філіалів, пунктів видачі книг та стоянок бібліобуса.
Було організовано три стоянки бібліобуса, якими обслуговуються згідно графіка роботи: завод по просочуванню деревини, овочесушильний завод та комбінат продовольчих товарів. Всього стоянками обслуговувалося 375 читачів.
Централізація мережі бібліотек в значній мірі сприяла залученню до бібліотек нових читачів. Так, кількість читачів районної бібліотеки збільшилась проти 1975 року на 319 читачів, по сільських бібліотеках на 742 читачі, по Міністерству культури на 501.
За 1976 рік бібліотеками району було обслужено 63227 читачів, центральною районною бібліотекою 4530 читачів. Централізація сітки бібліотек сприяла значному покращенню формування книжкових фондів бібліотек району, розширення єдиного фонду централізованої системи дало змогу збільшити кількість примірників книг, які користувалися попитом.
Вся література, яка надходила до бібліотек, починаючи з початку року, оброблялась централізовано. Основна література надходила з бібколектора, частина книг придбана з книжкового магазину та з видавництва «Наукова думка». Систематично працівники бібліотек приділяли увагу вивченню книжкових фондів. При допомозі відділу комплектування та обробки літератури, методичного відділу та ради по комплектуванню в сільських філіалах проводились аналізи використання окремих відділів книжкового фонду.
В усіх бібліотеках району було організовано відкритий доступ до книжкових фондів. Із впровадженням централізації бібліотек району зросло число бібліотечних працівників. В районі працювало 93 бібліотечних працівники, з них по селі 71, по районній і міських — 22 працівники.
З метою доведення книги до широких кіл читачів безпосередньо за місцем їх роботи в зимовий період на тваринницьких фермах, будинках механізатора, а в літній період на польових станах, було організовано 61 пункт видачі книг та 3 пересувки.
Значному покращенню обслуговування трудівників безпосередньо за місцем їх виробничої діяльності сприяв проведений республіканський огляд культурного обслуговування трудівників села за місцем їх виробничої діяльності та обласний огляд по удосконаленню нестаціонарного бібліотечного обслуговування населення. На базі міської масової бібліотеки було відкрито обласну школу передового досвіду з питань краєзнавства. В районі було створено 18 ДІФІв, один з них в центральній районній бібліотеці, 17 — в центральних садибах бібліотек-філіалів.
Між бібліотечними працівниками району були складені договори на соцзмагання, систематично підводилися підсумки між установами, які змагалися, проводилися взаємоперевірки. Щоквартально здійснювалися аналізи виконання соціалістичних зобов'язань бібліотеками району і на нарадах бібліотечних працівників підводилися підсумки.
З метою піднесення ефективності роботи бібліотек району при центральній районній бібліотеці було створено методичний кабінет, в якому зібрані всі методичні матеріали на допомогу бібліотекам. При центральній районній бібліотеці працювала методична рада.
Впродовж наступних років робота бібліотек характеризувалася піднесенням рівня керівництва читанням, вдосконаленням диференційованого підходу до різних груп читачів. В 1982 році на базі бібліотек Дубенського району обласна наукова бібліотека проводила соціологічне дослідження «Динаміка читання і читацького попиту в масових бібліотеках».
В 1982 році було розпочато роботу по переведенню фондів і каталогів на таблиці ББК. На кінець звітного року в 50 бібліотеках переведені фонди і каталоги на нові таблиці ББК.
Значна увага в цей час приділялась організації обмінного фонду. За 1982 рік в обмінний фонд поступило 1274 примірники книг. Значне місце в роботі відділу займала пропаганда і організація обслуговування читачів по МБА. Пропагуючи МБА серед читачів працівники бібліотек-філіалів проводили індивідуальні та групові бесіди з читачами в бібліотеках.
В 1984 році в Дубенському районі був організований відділ обслуговування спеціалістів народного господарства як структурний підрозділ центральної районної бібліотеки при районному будинку НТІ (науково-технічної інформації), який став називатись відділом технічної літератури. Відділ технічної літератури став координаційним центром для бібліотек-філіалів ЦБС по популяризації літератури з питань економіки і виробничої тематики. На його базі проводились районні та обласні семінари, практикуми бібліотечних працівників. Завданням відділу технічної літератури стало максимальне підвищення технічної та економічної освіти споживачів. Відділ комплектувався тільки спеціальною літературою: технічна, сільськогосподарська, економічна, підручники, довідники .
Вперше в 1986 році відчинила гостинно свої двері літературна вітальня, її засідання було присвячене 130-річчю з дня народження І. Я. Франка. Першими її гостями були молоді поети Дубенщини М. Пшеничний та М. Тимчак та рівненські гості Ю. Береза та Г. Топоровська. Прикрасила вітальню персональна виставка М. Тимчака, на якій були представлені його художні полотна та скульптури, присвячені нашому краю. У цьому ж році було завершено переведення фондів і каталогів на таблиці ББК.
Бібліотеки впроваджували в практику роботи нову форму обслуговування трудових колективів — бригадний абонемент. При бібліотеках-філіалах сіл Гірники. Соснівка, Берег були створені кабінети НТІ (науково-технічної інформації).
Значно активізували роботу бібліотек культурно-спортивні комплекси, яких в районі було створено 12. По ЦБС працювало 13 клубів за інтересами.
З 1989 року очолювала бібліотечну систему Вітренко Людмила Іванівна.
Характеризуючи подальший розвиток бібліотечної справи в районі, слід відмітити, що починаючи з 90-х років головним завданням в роботі бібліотек є відродження бібліотеки, як центру духовної, національної культури поколінь, поширення самобутності народних традицій, збереження національної мови, милосердя, моральності. В дитячій районній бібліотеці, в сільських бібліотеках-філіалах створюються клуби за інтересами «Берегиня», «Червона калина», «Пам'ять родоводу»…
Спільно з товариством чеської культури бібліотека провела науково-практичну конференцію, присвячену 140-річчю переселення Волинських чехів.
В цей же час районна бібліотека разом з Дубенським відділенням Спілки письменників України створили літературну студію «Слово».
В даний період поступово на перше місце виходить інформаційна робота бібліотеки. 3 метою кращого інформування користувачів на базі краєзнавчого фонду створено «Публічний центр регіональної інформації» та куточок інформації з питань місцевого самоврядування.
В цьому ж році відповідно до наказу Міністерства культури і мистецтв України проведено паспортизацію бібліотечних закладів району, паспорти зберігаються у ЦРБ та в кожній бібліотеці-філіалі.
Дубенська ЦСПШБ планувала свою роботу таким чином, щоб виконувати основні функції: інформаційну, соціальну, дозвіллєву. Пріоритетним напрямком діяльності бібліотек стало краєзнавство та сприяння розвитку національних та етнічних культур мешканців краю. Бібліотеками проводилась науково-дослідна робота з питань відновлення та висвітлення історії населених пунктів Дубенщини, запису свят та обрядів, місцевих звичаїв. Про системний характер цієї роботи свідчать численні альбоми історії сіл з унікальними фотографіями, із змістовими коментарями, як то: «Історія мого села у фотографіях, легендах та переказах», «Старовинні пісні мого села», «Давні звичаї та обряди нашого села», «Відомі земляки» тощо.
Добре зарекомендувала себе така форма роботи, як краєзнавчі читання із залученням музейних працівників, бібліотечних співробітників, краєзнавців.
У 2005 році центральна районна бібліотека нагороджена дипломом Всеукраїнського свята «Сузір'я дружби» за значний внесок у справу збереження та розвитку культур національностей, які мешкають в Україні та відзнакою Міністерства культури і туризму України в номінації «Бібліотека».
У 2010 році публічно-шкільна бібліотека с. Студянка стала переможцем Всеукраїнського конкурсу «Сучасна бібліотека йде в люди», оголошеного програмою «Бібліоміст». Бібліотека отримала комп'ютерну та офісну техніку. В 2011 році Дубенська центральна районна бібліотека стала одним з переможців другого раунду конкурсу з організації нових бібліотечних послуг із використанням вільного доступу до Інтернету від програми «Бібліоміст». Бібліотеки Дубенської ЦСПШБ: центральна районна бібліотека — основний заявник, а також бібліотеки-філії: районна дитяча бібліотека, бібліотеки сіл Привільне, Птича, Рачин отримали набір обладнання: п'ятнадцять комп'ютерів з ліцензійним програмним забезпеченням, копіювальну техніку та набори обладнання для створення локальної мережі, підключення до мережі Інтернет. В центральній районній бібліотеці у співпраці з районною радою діє громадський інформаційний центр (ГІЦ) в рамках реалізації проекту ГО «Європейський діалог» «Громадські інформаційні центри у Вінницькій, Закарпатській, Львівській та Рівненській областях — II етап», метою якого є розповсюдження інформації про наявні послуги електронного урядування серед різних груп населення, навчання мешканців користуватися послугами е-урядування та розвиток мережі інформаційних центрів громад.
З метою задоволення інформаційних потреб користувачів до інформації органів влади в центральній районній бібліотеці створено пункт доступу громадян до офіційної інформації. Такі ж пункти створені в бібліотеках сіл Рачин, Квітневе, Птича, Привільне, Тараканів.
З 2011 року директором Дубенської ЦСПШБ є Кононова Людмила Іллівна.
У березні 2012 році бібліотека-філіал с. Липа Дубенської ЦСПШБ стала переможцем конкурсу міні-грантів від благодійного фонду «Любіть Україну» з проектом створення музейної експозиції «Від старовини до сьогодення»". У лютому 2012 року серед переможців конкурсу «Поповнення фондів сільських бібліотек та активізації культурно-просвітницької роботи з дітьми та молоддю» бібліотеки-філіали сіл Варковичі, Смига, Студянка. В жовтні 2012 року програмою «Бібліоміст» було оголошено переможців чергового раунду конкурсу «Сучасна бібліотека іде в люди»! Серед переможців — публічно-шкільна бібліотека с. Мильча Дубенської ЦСПШБ з проектом «Бібліотека на селі: нові можливості». Згідно проекту бібліотека отримала комп'ютерну техніку. У листопаді 2014 року Всеукраїнська громадська організація «Українська бібліотечна асоціація» (УБА) оголосила переможців конкурсу «Бібліотека — громада: відкритий простір» за фінансової підтримки Фонду «Монсанто». В числі переможців і бібліотеки Дубенщини: бібліотеки сіл Бортниця, Верба, Повча. За проектом ці сільські бібліотеки були обладнані комп'ютерною та офісною технікою, а користувачі отримали безкоштовний доступ до Інтернету.
На базі бібліотеки с. Варковичі відкрито школу по народознавству, яка працювала впродовж трьох років. В бібліотеці оформлена кімната по народознавству, яка функціонує до цих пір.
При відділі методично-організаційної та інформаційної роботи діє школа професійної майстерності, також продовжує свою роботу проблемно-творча лабораторія, яка є основою навчання молодих кадрів.
У 2016 році директором Дубенської ЦБС стала Зіновій Людмила Василівна.
У 2017 році колектив Дубенської центральної районної бібліотеки отримав почесну грамоту з м. Львова за великий особистий внесок у справу розбудови Незалежної Соборної України, відданість українській справі й українській ідеї та з нагоди 25-річчя громадського просвітянського об'єднання імені Івана Фещенка–Чопівського «Джерело».

## Користувачі
Найбільший відсоток серед користувачів Дубенської ЦРБ продовжують займати учні ЗОШ, студентська молодь, спеціалісти народного господарства, службовці, користувачі з обмеженими можливостями, безробітні, пенсіонери. Максимальне задоволення їх потреб — головне завдання бібліотеки. Масові заходи та творчі акції, спрямовані на виконання цього завдання, передбачають використання різних форм та методів роботи.

## Відділи

### Відділ організаційно-методичної та інформаційної роботи
Основні напрямки діяльності:
- методична, консультативна, практична допомога бібліотекам району;
- моніторинг стану публічних бібліотек району;
- участь у формуванні системи безперервної професійної освіти працівників бібліотек району;
- видавнича діяльність;
- збір та систематизація документів та матеріалів з бібліотекознавства;
- популяризація бібліотечно-бібліографічних знань;
- вивчення читацьких потреб та стан їх задоволення;
- координаційна діяльність з бібліотеками інших відомств;
- діяльність по запровадженню комп'ютерних технологій;
- організаційно-методичне забезпечення інформатизації сільських бібліотек.

### Абонемент з юнацькою кафедрою
Сучасна бібліотека є інформаційним центром, який забезпечує вільний та необмежений доступ читачів до інформації. Абонемент організовує обслуговування книгою та інформацією різні групи читачів. Література видається додому терміном на 1 місяць. У фонді бібліотеки представлено твори світової та української класики, найновіші бестселери, книги пригодницького жанру, а також література з різних галузей знань. При бібліотеці діє краєзнавча літературно-мистецька студія «Слово». При юнацькій кафедрі діє клуб «Юність», основний напрямок роботи — національно-патріотичне виховання молоді. До послуг користувачів більше 33 тисяч книг, періодичні та електронні видання, аудіовізуальні матеріали та інші документи.

### Читальний зал
Відділ читального залу, як публічний центр регіональної інформації, формує, організовує та зберігає фонд відповідно до профілю роботи відділу та запитів користувачів.
- Надання безпровідного доступу Wi-Fi та мережі Інтернет.
- Електронні каталоги, картотеки, повнотекстові бази даних.
- Видача літератури для роботи у читальному залі
- Сканування, ксерокопіювання
- Аудіокниги, електронні видання
- Підбір та видача документів за тематичним запитом користувача
- Організація виставок книг та періодичних видань
- Проведення соціологічних досліджень
- Участь у видавничій діяльності бібліотеки

### Відділ комплектування
Повну бібліотечну обробку документів, тобто їх систематизацію, визначення авторського знака, складання бібліографічного запису і технічну обробку здійснює відділ комплектування і обробки літератури. Відділ формує разом з інформаційно-бібліографічним відділом систему каталогів і картотек ЦБС (АК, СК та ін.), веде і редагує зведений каталог, електронний каталог, картотеку періодичних видань.
Відділ комплектування і обробки літератури здійснює сумарний облік книг. Ведуться загальні книги сумарного обліку на весь єдиний фонд, окремі книги обліку на фонди кожного структурного підрозділу центральної бібліотеки та бібліотек-філій.
За Державною програмою «Українська книга» у 2014 році отримано 254 примірників книг.

## Інформатизація бібліотеки. Впровадження нових технологій
Бібліотека, як інформаційний центр, запроваджує нові форми роботи з використанням телекомунікаційних технологій, одночасно зберігаючи за собою традиційні функції щодо обслуговування користувачів друкованими джерелами інформації.
Бібліотека є членом регіональної міжвідомчої корпоративної бібліотечної системи. У 2007 році, в рамках міжнародного проекту «Реалізуємо право на інформацію», відкритий Інтернет-центр. З 2011 року надається безпровідний доступ до мережі Інтернет через Wi-Fi.